# Emilio Ferrais
Emilio Ferrais (Verona, 27 marzo 1869 – Catania, 23 gennaio 1930) è stato un arcivescovo cattolico italiano.

## Biografia
È nato il 27 marzo 1869 a Verona, sede dell'omonima diocesi.

### Formazione e ministero sacerdotale
Dopo essersi laureato in diritto canonico presso la Pontificia Università Gregoriana di Roma nel 1891,  il 18 settembre dello stesso anno è stato ordinato presbitero.

### Ministero episcopale
L'11 aprile 1911 papa Pio X lo ha nominato vescovo titolare di Listra e vescovo ausiliare di Catania. Ha ricevuto l'ordinazione episcopale il successivo 21 maggio dal cardinale Bartolomeo Bacilieri, vescovo di Verona, coconsacranti Paolo Carlo Francesco Origo, vescovo di Mantova, e Giacinto Gaggia, vescovo ausiliare di Brescia.
Nel 1914 è stato nominato vicario generale dell'arcidiocesi e nel 1918 direttore del seminario diocesano, incarichi che ha mantenuto fino alla nomina ad arcivescovo di Catania.
Il 29 aprile 1920 papa Benedetto XV lo ha nominato assistente al Soglio Pontificio.
Il 12 dicembre 1925 papa Pio XI lo ha nominato vescovo coadiutore di Catania.
Nominato dallo stesso Papa arcivescovo titolare di Petra il 22 giugno 1928, il 7 dicembre seguente, alla morte del cardinale Giuseppe Francica-Nava de Bondifè, gli è succeduto come arcivescovo di Catania.
È morto a Catania poco più di un anno dopo, il 23 gennaio 1930; è sepolto nella cattedrale di Catania.

## Genealogia episcopale
La genealogia episcopale è:
- Cardinale Scipione Rebiba
- Cardinale Giulio Antonio Santori
- Cardinale Girolamo Bernerio, O.P.
- Arcivescovo Galeazzo Sanvitale
- Cardinale Ludovico Ludovisi
- Cardinale Luigi Caetani
- Cardinale Ulderico Carpegna
- Cardinale Paluzzo Paluzzi Altieri degli Albertoni
- Papa Benedetto XIII
- Papa Benedetto XIV
- Papa Clemente XIII
- Cardinale Bernardino Giraud
- Cardinale Alessandro Mattei
- Cardinale Pietro Francesco Galleffi
- Cardinale Giacomo Filippo Fransoni
- Cardinale Carlo Sacconi
- Cardinale Edward Henry Howard
- Cardinale Mariano Rampolla del Tindaro
- Cardinale Bartolomeo Bacilieri
- Arcivescovo Emilio Ferrais